# Canoë-kayak aux Jeux olympiques d'été de 2012 - K1 200 mètres hommes
Navigation
Rio de Janeiro 2016
L'épreuve masculine du K1 200 mètres des Jeux olympiques d'été 2012 de Londres se déroule au Dorney Lake, du 10 au 11 août 2012.

## Format de la compétition
« La compétition débute avec trois éliminatoires. Les cinq meilleurs bateaux de chaque éliminatoire ainsi que le sixième plus rapide sont qualifiés pour deux demi-finales et les autres sont éliminés. Les quatre meilleurs bateaux de chaque demi-finale se qualifient pour la finale A et les autres pour la finale B. »

## Programme
Tous les temps correspondent à l'UTC+1
| Date                  | Horaire         | Manche              |
| --------------------- | --------------- | ------------------- |
| Vendredi 10 août 2012 | 09 h 30 11 h 02 | Séries Demi-finales |
| Samedi 11 août 2012   | 09 h 30         | Finale              |

## Résultats

### Séries

#### Série 1
| Rang | Athlète             | Pays      | Temps    | Notes |
| ---- | ------------------- | --------- | -------- | ----- |
| 1    | Mark de Jonge       | Canada    | 35 s 396 | Q     |
| 2    | Piotr Siemionowski  | Pologne   | 35 s 990 | Q     |
| 3    | Momotaro Matsushita | Japon     | 36 s 096 | Q     |
| 4    | Egidijus Balčiūnas  | Lituanie  | 36 s 173 | Q     |
| 5    | César de Cesare     | Équateur  | 36 s 181 | Q     |
| 6    | Murray Stewart      | Australie | 37 s 202 |       |
| 7    | Mohamed Mrabet      | Tunisie   | 38 s 291 |       |

#### Série 2
| Rang | Athlète          | Pays            | Temps    | Notes |
| ---- | ---------------- | --------------- | -------- | ----- |
| 1    | Ed McKeever      | Grande-Bretagne | 35 s 087 | Q, OB |
| 2    | Marko Novaković  | Serbie          | 35 s 212 | Q     |
| 3    | Miklós Dudás     | Hongrie         | 35 s 323 | Q     |
| 4    | Yevgeny Salakhov | Russie          | 35 s 652 | Q     |
| 5    | Maxime Richard   | Belgique        | 36 s 125 | Q     |
| 6    | Tim Hornsby      | États-Unis      | 36 s 560 | q     |
| 7    | Mostafa Mansour  | Égypte          | 40 s 507 |       |

#### Série 3
| Rang | Athlète         | Pays      | Temps    | Notes |
| ---- | --------------- | --------- | -------- | ----- |
| 1    | Saúl Craviotto  | Espagne   | 35 s 552 | Q     |
| 2    | Maxime Beaumont | France    | 35 s 571 | Q     |
| 3    | Kasper Bleibach | Danemark  | 36 s 610 | Q     |
| 4    | Ronald Rauhe    | Allemagne | 36 s 817 | Q     |
| 5    | Zhou Yubo       | Chine     | 38 s 316 | Q     |
| 6    | Joshua Utanga   | Îles Cook | 38 s 966 |       |

### Demi-finales

#### Demi-finale 1
| Rang | Athlète             | Pays     | Temps    | Notes |
| ---- | ------------------- | -------- | -------- | ----- |
| 1    | Mark de Jonge       | Canada   | 35 s 595 | Q     |
| 2    | Saúl Craviotto      | Espagne  | 35 s 597 | Q     |
| 3    | Marko Novaković     | Serbie   | 36 s 293 | Q     |
| 4    | Yevgeny Salakhov    | Russie   | 36 s 312 | Q     |
| 5    | Kasper Bleibach     | Danemark | 36 s 667 |       |
| 6    | César de Cesare     | Équateur | 36 s 975 |       |
| 7    | Momotaro Matsushita | Japon    | 37 s 201 |       |
| 8    | Zhou Yubo           | Chine    | 39 s 042 |       |

#### Demi-finale 2
| Rang | Athlète            | Pays            | Temps    | Notes |
| ---- | ------------------ | --------------- | -------- | ----- |
| 1    | Ed McKeever        | Grande-Bretagne | 35 s 619 | Q     |
| 2    | Maxime Beaumont    | France          | 35 s 814 | Q     |
| 3    | Miklós Dudás       | Hongrie         | 35 s 993 | Q     |
| 4    | Ronald Rauhe       | Allemagne       | 36 s 183 | Q     |
| 5    | Egidijus Balčiūnas | Lituanie        | 36 s 495 |       |
| 6    | Piotr Siemionowski | Pologne         | 36 s 507 |       |
| 7    | Maxime Richard     | Belgique        | 37 s 029 |       |
| 8    | Tim Hornsby        | États-Unis      | 37 s 660 |       |

### Finales

#### Finale A
| Rang                                | Athlète          | Pays            | Temps    | Notes |
| ----------------------------------- | ---------------- | --------------- | -------- | ----- |
| Médaille d'or, Jeux olympiques      | Ed McKeever      | Grande-Bretagne | 36 s 246 |       |
| Médaille d'argent, Jeux olympiques  | Saúl Craviotto   | Espagne         | 36 s 540 |       |
| Médaille de bronze, Jeux olympiques | Mark de Jonge    | Canada          | 36 s 657 |       |
| 4                                   | Maxime Beaumont  | France          | 36 s 688 |       |
| 5                                   | Yevgeny Salakhov | Russie          | 36 s 825 |       |
| 6                                   | Miklós Dudás     | Hongrie         | 36 s 830 |       |
| 7                                   | Marko Novaković  | Serbie          | 37 s 094 |       |
| 8                                   | Ronald Rauhe     | Allemagne       | 37 s 553 |       |

#### Finale B
| Rang | Athlète             | Pays       | Temps    | Notes |
| ---- | ------------------- | ---------- | -------- | ----- |
| 9    | Kasper Bleibach     | Danemark   | 37 s 802 |       |
| 10   | Egidijus Balčiūnas  | Lituanie   | 37 s 995 |       |
| 11   | Momotaro Matsushita | Japon      | 38 s 040 |       |
| 12   | Cesar de Cesare     | Équateur   | 38 s 075 |       |
| 13   | Maxime Richard      | Belgique   | 38 s 435 |       |
| 14   | Piotr Siemionowski  | Pologne    | 38 s 585 |       |
| 15   | Tim Hornsby         | États-Unis | 39 s 370 |       |
| 16   | Yubo Zhou           | Chine      | 40 s 157 |       |

## Sources
- Le site officiel du Comité international olympique
- Site officiel de Londres 2012